# Teor
Teor là một đô thị ở tỉnh Udine trong vùng Friuli-Venezia Giulia thuộc Ý, có cự ly khoảng 60 km về phía tây bắc của Trieste và khoảng 30 km về phía tây nam của Udine. Tại thời điểm ngày 31 tháng 12 năm 2004, đô thị này có dân số 2.020 người và diện tích là 16,9 km².
Teor giáp các đô thị: Palazzolo dello Stella, Pocenia, Rivignano, Ronchis.